# Inimutaba
Inimutaba é um município brasileiro do estado de Minas Gerais. Sua população recenseada em 2022 pelo IBGE era de 7 371 habitantes.

## História
O município foi criado pela lei estadual nº 2764 e instalado em 1 de março de 1963.